# ماری یو. نایلن
ماری اِسینگ نایلِن (انگلیسی: Marie Ussing Nylen)، زیست‌شناس، دندانپزشک، میکروسکوپیست و بازیکن بدمینتون دانمارکی-آمریکایی است که به‌دلیل تحقیقاتش در مورد ریخت‌شناسی مینای دندان و تلاش‌هایش برای اصلاح میکروسکوپ الکترونی به‌عنوان دستیار در تحقیقات دندانپزشکی در مؤسسه ملی تحقیقات دندانپزشکی و جمجمه‌ای (NIDR) شناخته شده‌است. او نخستین زن مدیر برنامه تحقیقات درون مدرسه‌ای NIDR بود. نایلن در سال ۱۹۸۴ مدیر برنامهٔ تحقیقات خارج از مدرسه NIDR شد. او در سال‌های ۱۹۴۷ و ۱۹۵۳ در مسابقات قهرمانی سراسری بدمینتون انگلستان، به پیروزی در رشتهٔ انفرادی قهرمانی زنان جهان دست یافت.

## تحصیلات
نایلن اهل دانمارک است. او مدرک DDS خود را در کالج سلطنتی دندانپزشکی دانشگاه کپنهاگ (مرجع زبان دانمارکی) در سال ۱۹۴۷ به پایان رساند. نایلن برای نخستین بار در تابستان ۱۹۴۹ در یک دیدار دوماهه از یکی از دوستانش در واشینگتن، دی.سی. از زادگاهش دانمارک به ایالات متحده آمد. او در طول اقامت خود با یکی از استادان سابق خود از کالج سلطنتی دندانپزشکی دانشگاه کپنهاگ، که در آن زمان یک دانشمند مدعو در مؤسسه ملی تحقیقات دندانپزشکی (NIDR) بود، تماس گرفت. او توجه نایلن را به امکان‌پذیر بودن شرکت در دوره‌های آموزشی ویژه در مؤسسه ملی سلامت جلب کرد. در نتیجه، او برای شرکت در این دوره‌ها درخواست داد و فلوشیپ پسادکتری در دندانپزشکی را از NIDR دریافت کرد و از سال ۱۹۵۰ تا ۱۹۵۱ در آن مؤسسه در استفاده از میکروسکوپ الکترونی و پراش در مطالعات بافت‌های کلسیفیه دهان آموزش دید. از جملهٔ کمک‌های اولیهٔ او به این زمینهٔ جدید و منحصر به فرد از تحقیقات دندانپزشکی، تکامل یک میکروتوم اصلاح‌شده بود که قادر به تولید مقاطع فوق نازک با کیفیت بالا از بافت‌های دندانی برای مطالعه با میکروسکوپ الکترونی بود. توسعهٔ این ابزار، که قادر به برش مقاطع ۱/۵۰٬۰۰۰ میلی‌متر ضخامت است، امکان مطالعهٔ ساختارهای سلول‌هایی که مینا و عاج دندان را تشکیل می‌دهند و تا آن زمان مشاهده نشده بودند را فراهم می‌کرد.

## فعالیت حرفه‌ای
پس از سپری کردن یک سال تحصیلی در مؤسسهٔ ملی سلامت، نایلن به کپنهاگ بازگشت و در آنجا به مدت دو سال استادیار معاینهٔ دهان در دانشگاه خود بود. در سال ۱۹۵۵، او به بتسدا بازگشت تا به کارکنان آزمایشگاه بافت‌شناسی و آسیب‌شناسی NIDR بپیوندد. در سال ۱۹۶۵، نایلن رئیس آزمایشگاه ساختار بیولوژیکی NIDR شد. در ژوئیهٔ ۱۹۷۷، او نخستین زن مدیر تحقیقات درون دانشگاهی NIDR و جانشین والاس دی. آرمسترانگ، مدیر اجرایی این بخش شد.
در سال ۱۹۸۴، نایلن معاون مدیر برنامه خارج از مدرسهٔ NIDR و جانشین جان اف. گوگینز شد. ابنر ال. ناتکینز نیز به‌عنوان مدیر برنامهٔ درون‌مدرسه‌ای، جایگزین نایلن شد. نایلن در سمت جدید خود، برنامهٔ خارج از مدرسهٔ مؤسسه را مدیریت می‌کرد. این مؤلفه شامل سه شاخهٔ طبقه‌بندی‌شده‌است که تحقیقات در مورد بیماری‌های پریودنتال و بافت نرم، ناهنجاری‌های جمجمه-صورتی، کنترل درد و رفتار، و پوسیدگی و مواد ترمیمی را تأمین می‌کند.
او یکی از ویراستاران مجله اسکاندیناویایی تحقیقات دندانپزشکی و بررسی‌های علوم دهانی، عضو هیئت مشاور تحریریهٔ تحقیقات بافت کلسیفیه و کتا اودونتولوجیکا اسکاندیناویا، و عضو کمیتهٔ انتشارات در مجله تحقیقات دندان‌پزشکی بود. او به مدت ۴ سال به‌عنوان عضوی از بخش مطالعات زیست‌شناسی و پزشکی دهان NIH، بررسی درخواست‌های کمک‌هزینهٔ تحقیقاتی NIDR، و اخیراً به‌عنوان عضو کمیتهٔ اجرایی پوسیدگی، بررسی پیشنهادهای قرارداد برای برنامهٔ ملی پوسیدگی مؤسسه خدمت کرد.

### پژوهش
نایلن به‌خاطر تحقیقاتش در زمینهٔ ریخت‌شناسی مینای دندان و کمک‌هایش در بهبود میکروسکوپ الکترونی به‌عنوان دستیار در تحقیقات دندانپزشکی شناخته شده بود. تا سال ۱۹۶۰، نایلن به دلیل تولید و بلوغ ماتریس‌های آلی مینا و عاج دندان شناخته می‌شد. تلاش‌های او در این زمینه منجر به انتشار اطلسی شد که یکی از نخستین مطالعات جنین‌شناسی بافت‌های دندانی را در سطح میکروسکوپ الکترونی گزارش می‌کرد. این نشریه، به‌دلیل گستردگی و رویکرد سیستماتیک آن در قبال درک بافت‌زایی دندان، به‌خوبی مورد استقبال معلمان در ایالات متحده و خارج از کشور قرار گرفت. سایر پیشرفت‌های فنی مرتبط با کار نایلن شامل تکنیک‌های مهم برای آماده‌سازی و جاسازی نمونه‌ها برای میکروسکوپ الکترونی و آماده‌سازی نمونه برای میکرورادیوگرافی بوده‌است. او همچنین به ادبیات علمی در زمینه‌های مرتبط، از جمله مطالعات پایه در مورد مکانیسم کانی‌سازی، استفاده از سایر سیستم‌های کلسیفیکاتور مانند تاندون، کلاژن بازسازی‌شده و حسابان کمک کرده‌است.
مطالعات دندانپزشکی نایلن به افزایش و گسترش دانش علمی در زمینه‌هایی مانند ریخت‌شناسی فراساختاری دندان‌ها و استخوان‌ها و کلسیفیکاسیون بافت کمک کرده‌است. یافته‌های او در مورد اثرات تتراسایکلین بر مینای دندان حیوانات آزمایشگاهی به محدودیت در استفاده از این آنتی‌بیوتیک در انسان کمک کرد. او همچنین به‌دلیل توانایی‌های اداری‌اش مورد اشاره قرار می‌گیرد.

## بدمینتون
نایلن چهار بار برندهٔ مسابقات دونفرهٔ زنان دانمارک شد و در سال‌های ۱۹۴۷ و ۱۹۵۳ در مسابقات انفرادی قهرمانی زنان جهان در مسابقات قهرمانی بدمینتون سراسری انگلستان به قهرمان دست یافت. او در سال‌های ۱۹۵۰ و ۱۹۵۱ قهرمان بدمینتون زنان دی‌سی شد و همچنین در سال ۱۹۵۱ قهرمان نیوانگلند شد. از اوت ۱۹۶۰، نایلن یکی از اعضای فعال باشگاه بدمینتون دی‌سی بود.

### سابقهٔ کسب مدال درمسابقات قهرمانی بدمینتون سراسری انگلستان
| مدال                   | سال  | رویداد       |
| ---------------------- | ---- | ------------ |
| مدال طلا – جایگاه اول  | ۱۹۴۷ | انفرادی زنان |
| مدال نقره – جایگاه دوم | ۱۹۴۷ | دونفره زنان  |
| مدال طلا – جایگاه اول  | ۱۹۵۳ | انفرادی زنان |
| مدال نقره – جایگاه دوم | ۱۹۵۳ | دونفره زنان  |

## زندگی شخصی
ماری اسینگ در ۱۳ آوریل ۱۹۲۴ در کپنهاگ، دانمارک به‌عنوان دختر هنری اسینگ (مرجع زبان دانمارکی)، استاد حقوق دانشگاه کپنهاگ و همسر کریستین یوهان اسینگ با نام تولد نایبول متولد شد. هنگامی که در سال ۱۹۵۵ به مؤسسه ملی سلامت بازگشت، همراه با همسرش آگه نایلن، شهروند سابق نروژ، در واشینگتن دی. سی. مستقر شد. آگه معاون بخش مهمان‌نوازی شرکت شبه‌دولتی خدمات مهمانان بود که کافه‌تریاهای دولتی و امکانات تفریحی را اداره می‌کرد. نایلن پیش از پیوستن به GSI، با شرکت ماریوت، هتل شورهام و استاتلر-هیلتون (در حال حاضر کپیتال هیلتون) ارتباط داشت. او همچنین مدیر عامل هتل مدیسون بود.
ماری و آگه ۱ دختر و ۲ پسر به نام‌های اینگرید نایلن، اریک نایلن و توماس نایلن داشتند. نایلن در ماه مهٔ ۱۹۵۹ شهروند ایالات متحده شد و در سال ۱۹۶۶ این خانواده به بتسدا نقل مکان کردند. نایلن بازی گلف را شروع کرد و به بازیکنی ماهر در این زمینه تبدیل شد. او از بازی کانترکت بریج نیز لذت می‌برد.

## جوایز و افتخارات
نایلن در سال ۱۹۷۰ جایزهٔ سالانهٔ انجمن بین‌المللی تحقیقات دندانپزشکی (IADR) را برای تحقیقات پایه در کانی‌سازی بیولوژیکی دریافت کرد. این جایزه توسط لیور بردارز حمایت مالی می‌شد. نایلن در سال ۱۹۷۳ مدرک افتخاری دکتر ادنتولوژیا را از دانشگاه خود دریافت کرد. از دیگر افتخارات او می‌توان به جایزهٔ افتخار خدمات برتر وزارت بهداشت، آموزش و رفاه ایالات متحده اشاره کرد. در ۳ دسامبر ۱۹۷۵، نایلن یکی از ۶ زنی بود که جایزهٔ زن فدرال را به‌دلیل مشارکت در زمینهٔ تبلور و کانی‌سازی از انجمن بین‌المللی تحقیقات دندانپزشکی دریافت کرد. او یکی از اعضای کالج دندانپزشکی آمریکا بود. در سال ۱۹۷۹، نایلن جایزهٔ خدمات ممتاز DHEW را دریافت کرد، که بالاترین قدردانی افتخاری در سطح ادارات بود به کارمندان غیرنظامی اعطا می‌شد. او مدرک افتخاری دکترای علوم خود را از دانشگاه جرج‌تاون دریافت کرد. نایلن به‌عنوان رئیس انجمن آمریکایی برای تحقیقات دندانپزشکی و IADR خدمت کرده‌است، و در هر دو سازمان نخستین زنی بود که به سمت ریاست منصوب می‌شد.